# 佩萨-维勒讷沃
佩萨-维勒讷沃（法語：Pessat-Villeneuve，法語發音：[pɛsa vilnœv]）是法国多姆山省的一个市镇，位于该省北部，属于里永区。该市镇由佩萨（Pessat）与维勒讷沃（Villeneuve）两个村庄组成。

## 地理
佩萨-维勒讷沃（45°55'42"N, 3°9'26"E）面积6.26 平方千米，位于法国奥弗涅-罗讷-阿尔卑斯大区多姆山省，该省份为法国中南部省份，北起阿列省接壤，东临卢瓦尔省，南至上盧瓦爾省和康塔爾省，西接科雷兹省和克勒兹省。
与佩萨-维勒讷沃接壤的市镇（或旧市镇、城区）包括：莫尔日河畔瓦雷讷、克莱尔朗德、里永、里永附近圣博内、莫尔日河畔尚巴龙。
佩萨-维勒讷沃的时区为UTC+01:00、UTC+02:00（夏令时）。

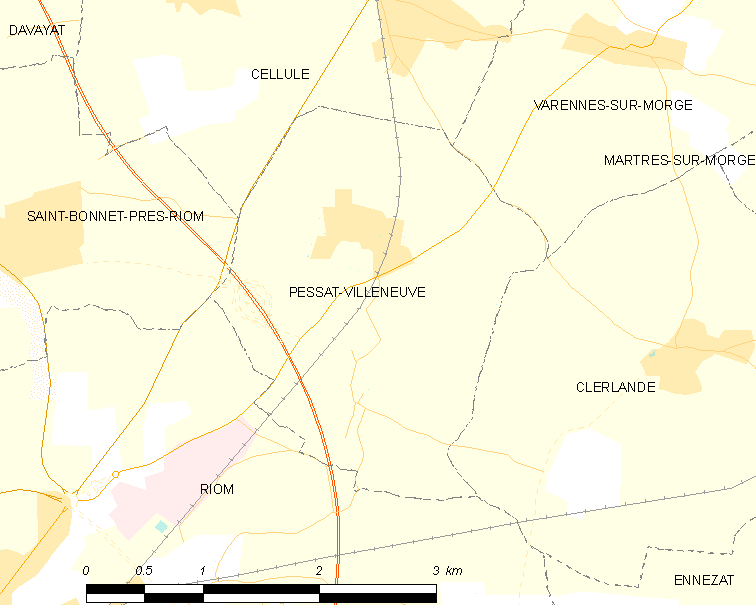
佩萨-维勒讷沃的OSM定位图

## 行政
佩萨-维勒讷沃的邮政编码为63200，INSEE市镇编码为63278。

## 政治
佩萨-维勒讷沃所属的省级选区为里永县。

## 人口

1962-2008年间佩萨-维勒讷沃人口变化图示

佩萨-维勒讷沃于2022年1月1日时的人口数量为744人。